# 577
577 (DLXXVII) fue un año común comenzado en viernes del calendario juliano, en vigor en aquella fecha.

## Acontecimientos
- Discordancia entre los católicos de Galicia y del reino visigodo sobre la fecha de la Pascua.
- El rey visigodo Leovigildo abandona el norte de Hispania con su ejército, tras haber vuelto la región a la obediencia de los visigodos y se dirige a la Oróspeda, en la parte oriental de Sierra Morena. Tras tomar los castillos y ciudades de la región se retira, rebelándose posteriormente los campesinos de la Oróspeda, que quedará sujeta definitivamente por fuerzas visigodas.